# Empoasca improcera
Empoasca improcera är en insektsart som beskrevs av Ross 1963. Empoasca improcera ingår i släktet Empoasca och familjen dvärgstritar. Inga underarter finns listade i Catalogue of Life.